# Parc d'État de Roxborough
Le parc d'État de Roxborough est un Parc d'État du Colorado, célèbre pour ses formations de grès en ocre. Situé dans le Comté de Douglas à 40 km au sud de Denver, le parc de 13,51 km2 fut créé en 1975. En 1980 il fut reconnu en tant que National Natural Landmark.

## Géologie
Le Parc d'État de Roxborough est un National Natural Landmark du Colorado réputé pour sa Fountain Formation grès ocre âgée de 300 millions d'années, inclinée à 60°.  On compte magnifiques colines datant du Précambrien à la fin du Mésozoïque, des formations en cime et monolithiques du Permien, du Pennsylvanien et du Crétacé.  le granite découvert de Carpenter Peak's est du Précambrien.

## Flaune et flore
Le parc contient des forêts de pin ponderosa et de sapin de Douglas, de la prairie et des zones boisées contenant une grande variété de faune. On compte 145 oiseaux, plus de 50 lépidoptaires et 11 espèces de reptiles et d'amphibiens, ainsi que des mammifères comme l'ours noir, le coyote, le cerf, le wapiti, renard, puma, chien de prairie, et lapins. Plans d'eau: Little Willow Creek, Willow Creek and Mill Gulch. Le parc varie de 1 800 à 1 220 m en altitude.

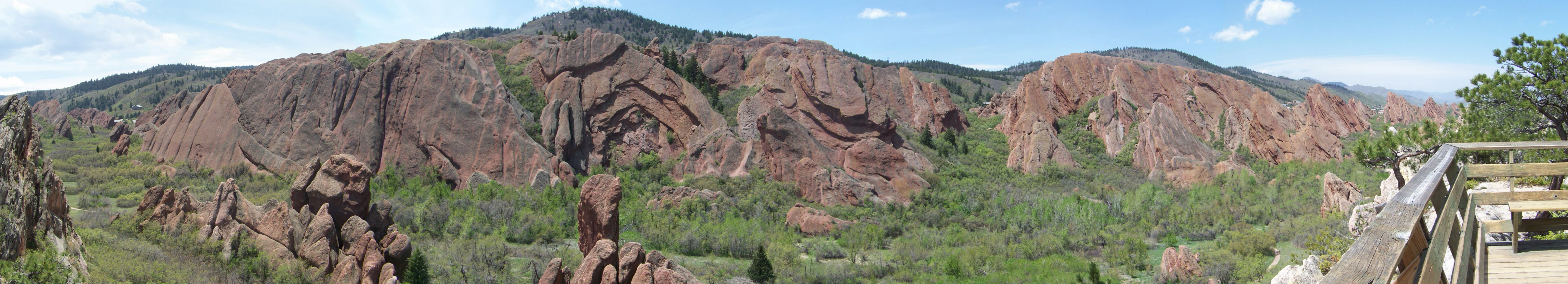
Fountain Valley as seen from Lyons Overlook, Roxborough State Park